# Yaya Fofana
Pour les articles homonymes, voir Fofana et Yahia Fofana.
Yaya Fofana, né le 12 juin 2004 à Abidjan en Côte d'Ivoire, est un footballeur ivoirien qui évolue au poste de milieu central au Stade de Reims.

## Biographie

### En club
Né à Abidjan en Côte d'Ivoire, Yaya Fofana est formé au Mali par l'académie de l'Afrique Football Elite. Le 12 août 2022 il rejoint la France en signant au RC Lens, intégrant l'équipe réserve du club.
Fofana quitte Lens un an après son arrivée sans avoir joué avec l'équipe première. Il rejoint le Stade de Reims le 11 juillet 2023, signant un contrat courant jusqu'en juin 2027.
Le 4 février 2024, Yaya Fofana joue son premier match de Ligue 1, contre le Toulouse FC. Il entre en jeu lors de cette rencontre perdue par son équipe (2-3 score final).
Fofana connait sa première titularisation avec Reims le 25 août 2024, lors d'une rencontre de Ligue 1 face à l'Olympique de Marseille au Vélodrome. Il se fait remarquer à cette occasion en marquant son premier but en professionnel. Une réalisation qualifiée de sublime et qui permet à son équipe de prendre l'avantage à ce moment du match. Finalement, l'OM parvient à égaliser (2-2 score final).

## Statistiques

### Statistiques détaillées
Le tableau ci-dessous présente les statistiques en carrière de joueur de Yaya Fofana.

| Saison                | Club                  | Championnat           | Championnat | Championnat | Championnat | Coupe(s) nationale(s) | Coupe(s) nationale(s) | Coupe(s) nationale(s) | Total | Total | Total |
| Saison                | Club                  | Division              | M.          | B.          | P.d.        | M.                    | B.                    | P.d.                  | M.    | B.    | P.d.  |
| 2023-2024             | Stade de Reims        | Ligue 1               | 4           | 0           | 0           | 2                     | 0                     | 0                     | 6     | 0     | 0     |
| 2024-2025             | Stade de Reims        | Ligue 1               | 12          | 1           | 1           | -                     | -                     | -                     | 12    | 1     | 1     |
| Total sur la carrière | Total sur la carrière | Total sur la carrière | 16          | 1           | 1           | 2                     | 0                     | 0                     | 18    | 1     | 1     |